# Funfair fantasy
Funfair fantasy is het derde studioalbum van Trion.
Het album is opgenomen in diverse geluidsstudio’s in Bakkeveen (Harmsdobbe en Blauhûs) en Leeuwarden (Aurelia). Het album bevat behoudende melodieuze instrumentale progressieve rock, de meningen waren gematigd positief. Het enige experiment van dit album vond men in de zang in het eerste nummer, maar er werd bij diverse commentaren direct verzocht daar weer mee te stoppen

## Musici
- Edo Spanninga – toetsinstrumenten waaronder mellotron
- Eddie Mulder – gitaar, basgitaar
- Menno Boomsma – slagwerk, percussie

## Muziek
| Nr. | Titel                     | Duur  |
| --- | ------------------------- | ----- |
| 1.  | Ampelmänchen (Spanninga)  | 6:38  |
| 2.  | Gananoque (Trion)         | 2:29  |
| 3.  | Scotland (Spanninga)      | 11:30 |
| 4.  | In the distance (Mulder)  | 5:43  |
| 5.  | Wandering (Mulder)        | 2:16  |
| 6.  | Towers (Mulder)           | 4:19  |
| 7.  | Sealth (Spanninga)        | 3:00  |
| 8.  | Meat prizes (Trion)       | 4:56  |
| 9.  | Song for Canada (Boomsma) | 5:23  |
| 10. | Secret matter (Mulder)    | 7:05  |